# Dehil
Dehil, auch  Dehel oder Dohul transkribiert, ist neben Dahlak Kebir und Nora eine der drei bewohnten Inseln im zu Eritrea gehörenden Dahlak-Archipel im Roten Meer.
Dehil liegt im westlichen Teil des Dahlak-Archipels, rund 21 Kilometer nordöstlich des eritreischen Festlands bei Ras Harb, aber 31 Kilometer nordwestlich der Dahlak-Hauptinsel Dahlak Kebir und 36 Kilometer südwestlich von Nora, der dritten bewohnten Insel des Archipels.
Laut PNAS-Inseldatenbank hat Dehil (Dohul) eine Fläche von 11,28 km². Sie erreicht eine Höhe von 53 Metern.
2009 hatte die Insel 473 Einwohner in 102 Haushalten.
Auf der Insel wird ebenso wie auf Dahlak Kebir und Nora die Sprache Dahalik gesprochen.
Verwaltungsmäßig gehört Dehil wie der gesamte Archipel zur Region Semienawi Kayih Bahri.